# Horst Zahlten
Horst Günther Zahlten (geboren 1922 in Görlitz; gestorben 1978 in Frankfurt am Main) war ein deutscher Schriftsteller, bekannt als Autor von Science-Fiction-Hörspielen und von Science-Fiction- und Kriminalromanen.

## Leben
Zahlten begann schon früh zu schreiben. Noch als Soldat im Zweiten Weltkrieg belegte er bei dem Wettbewerb Künstler im Felde den 2. Platz in der Sparte Literatur. Nach Kriegsende erschien ein Theaterstück von ihm in der sowjetischen Besatzungszone. Später übersiedelte er in die Bundesrepublik, wo er ab den 1950er Jahren zunächst Kriminal- und dann Science-Fiction-Romane in verschiedenen Leihbuchverlagen veröffentlichte.
Ab 1968 etablierte er sich als Autor von Science-Fiction-Hörspielen. Bis 1979 wurden zwei Dutzend Hörspiele von Zahlten gesendet, mit einer Ausnahme alle beim Süddeutschen Rundfunk. Das Hörspiel Rückfahrkarte in die Zukunft (1971) erschien 1976 als Roman bei Thienemann, das Hörspiel … gebaut, um Glück zu produzieren (1972) als Erzählung 1975 in einer Anthologie desselben Verlags.
Für die Fernsehserie Ein Fall für Männdli schrieb er das Drehbuch der Episode Die Verrückte (1973) und für die Serie Unter einem Dach die Episode Produzent sucht Nachwuchs (1975).
In seinen letzten Lebensjahren lebte Zahlten in Wildensee in Unterfranken.

## Bibliografie
Romane
als Horst Zahlten bzw. H. G. Zahlten:
- Mord in Mailand. Reihenbuch (Joe Brand Kriminalroman #17), Frankfurt a. M. & Zürich 1953.
- Die Affenpfote. Reihenbuch (Joe Brand Kriminalroman #19), Frankfurt a. M. & Zürich 1953. Auch als Heftroman: Marken (Wolfgang Marken’s Kriminal-Erdball-Romane #530), 1958.
- 128619, geheim. Reihenbuch (Joe Brand Kriminalroman #16), Frankfurt a. M. & Zürich 1953.
- Übergeschnappt Humoristischer Roman, München Arthur Möwig Verlag, 1954.
- Ultimatum vom Himmel. Heros, Bayreuth 1958.
- Die Flinte im Korn. Marken (Erdball-Roman #612), 1958.
- Der Teufel ist los. Marken (Erdball-Roman #620), 1958.
- Bessere Leute. Marken (Erdball-Roman #628), 1959.
- Rückfahrkarte in die Zukunft. Thienemann (Science-fiction bei Thienemann #2), 1976, ISBN 3-522-12380-8.

als Glenn Stanley:
- Ganovenzivil. Reihenbuch, Frankfurt a. M. & Zürich 1954.

als Marco Janus:
- Der Kosmos ruft. Iltis-Verlag, Düsseldorf 1958. Auch als Heftroman: Lehning (Luna Weltall #54), 1959.
- Der Stern der Väter. Iltis-Verlag, Düsseldorf 1959.
- Gangster im Weltraum. Iltis-Verlag, Düsseldorf 1959.
- Höhere Gewalt. Iltis-Verlag, Düsseldorf 1959.
- Start ins Grauen. Pabel (Utopia Zukunftsroman #219), 1960.

Kurzgeschichte
- Gebaut, um Glück zu produzieren. In: Dieter Hasselblatt (Hrsg.): Das Experiment. Thienemann (Science Fiction bei Thienemann #1), 1975, ISBN 3-522-12200-3.

Theaterstück
- Navotake : Eine fern-östliche Legende.  die kassette, Berlin 1948.

## Hörspiele
- 1968: Experten – Regie: Andreas Weber-Schäfer (Süddeutscher Rundfunk, 25. November 1968)
- 1969: Absolut Null – Regie: Andreas Weber-Schäfer (Süddeutscher Rundfunk, 3. März 1969)
- 1969: Hotel Auferstehung – Regie: Andreas Weber-Schäfer (Süddeutscher Rundfunk, 12. Mai 1969)
- 1970:  Das verlorene Jahrtausend – Regie: Andreas Weber-Schäfer (Süddeutscher Rundfunk, 16. Februar 1970)
- 1970: Dorian 17 – Regie: Andreas Weber-Schäfer (Süddeutscher Rundfunk, 11. Mai 1970)
- 1970: Der Planet der Selbstmörder – Regie: Andreas Weber-Schäfer (Süddeutscher Rundfunk, 28. September 1970)
- 1971: Zeus und Genossen – Regie: Andreas Weber-Schäfer (Süddeutscher Rundfunk, 15. Februar 1971)
- 1971: Dr. Nonsens – Regie: Andreas Weber-Schäfer (Süddeutscher Rundfunk, 24. Mai 1971)
- 1971: Rückfahrkarte in die Zukunft – Regie: Andreas Weber-Schäfer (Süddeutscher Rundfunk, 11. Oktober 1971)
- 1972: Du aber sollst gehen … – Regie: Andreas Weber-Schäfer (Süddeutscher Rundfunk, 31. Januar 1972)
- 1972: Nestflüchter – Regie: Andreas Weber-Schäfer (Süddeutscher Rundfunk, 24. April 1972)
- 1972: … gebaut, um Glück zu produzieren – Regie: Andreas Weber-Schäfer (Süddeutscher Rundfunk, 9. Oktober 1972)
- 1972: Zum Wohle der Allgemeinheit – Regie: Andreas Weber-Schäfer (Süddeutscher Rundfunk, 29. Januar 1973)
- 1973: Irrtum beiderseits – Regie: Hans-Ulrich Minke (RIAS Berlin, 31. Mai 1973)
- 1973: Der Unentbehrliche – Regie: Andreas Weber-Schäfer (Süddeutscher Rundfunk, 18. Juni 1973)
- 1974: Attentat im Jahre Null – Regie: Andreas Weber-Schäfer (Süddeutscher Rundfunk, 20. Mai 1974)
- 1974: Mutmassungen über New Topia – Regie: Andreas Weber-Schäfer (Süddeutscher Rundfunk, 4. November 1974)
- 1975: Die Epidemie – Regie: Andreas Weber-Schäfer (Süddeutscher Rundfunk, 24. Februar 1975)
- 1975: Unternehmen Märchenprinz – Regie: Andreas Weber-Schäfer (Süddeutscher Rundfunk, 16. Juni 1975)
- 1975: Chemie der Erinnerungen – Regie: Andreas Weber-Schäfer (Süddeutscher Rundfunk, 26. Januar 1976)
- 1976: Monopole – Regie: Andreas Weber-Schäfer (Süddeutscher Rundfunk, 17. Mai 1976)
- 1977: Hannes Osterik ist tot – Regie: Andreas Weber-Schäfer (Süddeutscher Rundfunk, 21. März 1977)
- 1977: Die Anderen – Regie: Andreas Weber-Schäfer (Süddeutscher Rundfunk, 28. November 1977)
- 1979: Ruhe sanft! – Regie: Andreas Weber-Schäfer (Süddeutscher Rundfunk, 22. Januar 1979)